# كيناز البروتين المعتمد على الكالسيوم/ الكالموديولين
كيناز البروتين المعتمد على الكالسيوم والكالموديولين واختصارا كامك (CAMK) ويُعرف كذلك باسم كيناز كام هو فئة من كينازات البروتين التي تنشط بواسطة تزايد تراكيز أيونات الكالسيوم (Ca2+) والكالموديولين داخل الخلوية. حين يُنشّط، يقوم هذا الإنزيم بنقل مجموعات فوسفات من الـATP إلى جزيء سيرين أو ثريونين محدد في في ركائزه البروتينية، لذلك هو كيناز بروتين متخصص بالسيرين/ثريونين [الإنجليزية]. كامك المنشط له دور في فسفرة عوامل النسخ وبالتالي تنظيم التعبير الجيني. يعمل كامك كذلك في تنظيم دورة حياة الخلية (موت الخلية المبرمج) وفي إعادة ترتيب شبكة الهيكل الخلوي وفي الآليات التي لها علاقة بالتعلم والذاكرة.

## الأنواع
يوجد نوعان شائعان من كينازات كام: المتخصصة ومتعددة الوظيفة:
- كينازات كام المتخصصة بركيزة: وتملك ركيزة واحدة فقط تستطيع فسفرتها مثل: كينازات سلسلة الميوسين الخفيفة [الإنجليزية].[1] من الأمثلة على هذه المجموعة من الكينازات كامك 3 [الإنجليزية].
- كينازات كام متعددة الوظيفة: وتملك عدة أهداف تستطيع فسفرتها، وتوجد في العمليات التي تتضمن إفراز النواقل العصبية، استقلاب الغليكوجين وتنظيم مختلف عوامل النسخ.[1]  كامك 2 [الإنجليزية] هو الكيناز الرئيسي في هذه المجموعة.

## فسفرة الركيزة
حين ترتفع تراكيز الكالسيوم في الخلية، تصبح كينازات كام متشبعة وترتبط بأربع جزيئات كالسيوم كحد أقصى. ينشِّط هذا التشبع بالكالسيوم الكينازَ ويؤدي إلى خصوعه لتغير هيئي يسمح له بالارتباط بركائزه في المواقع التي سيقوم بفسفرتها [الإنجليزية]. يزيل كامك مجموعة فوسفات من الـATP -عادة باستخدام أيونة مغنيزيوم ( Mg2+)- ويضيفها إلى ركيزته. تملك كينازات كام حلقة عالية التركيز بالغليسين من خلالها يمكن للفوسفات غاما (مجموعة الفوسفات الثالثة) الخاصة بجزيء الـATP المانح الارتباط بسهولة بهذه الكينازات التي تستخدم بعد ذلك أيونة فلزية لتسهيل نقل مجموعة الفوسفات إلى البروتين المستهدف. نقل الكيناز لمجموعة الفوسفات يسمى الفسفرة، وتغير الفسفرة هيئة البروتين البنيوية وتؤدي إما إلى تثبيطه أو تنشيطه أو تغيير وظيفته.

مخطط يوضح كيف يصبح كامك 2 نشطا عند وجود الكالسيوم والكالموديولين.